# Elliott Reid
Elliott Reid (* 16. Januar 1920 in New York City; † 21. Juni 2013 in Studio City, Kalifornien) war ein US-amerikanischer Schauspieler und Drehbuchautor.

## Leben und Karriere
Elliott Reid war Sohn einer Künstlerin und eines Bankiers. Bereits als Kind erhielt er Schauspielunterricht. Mit 15 Jahren arbeitete er als Radiosprecher bei beliebten Programmen wie The March of Time oder Orson Welles’ The Mercury Theatre on the Air. Er war damit Teil der „Goldenen Ära des Radios“, die so genannt wird, weil die Mehrzahl der US-Amerikaner da noch jeden Abend Radioprogramme hörten. Auch in seiner späteren Laufbahn blieb Reid verschiedenen Hörspielserien im Radio verbunden, wandte sich aber bald auch dem Theater und Film zu. Zwischen 1937 und 1938 spielte er am Broadway in der berühmt gewordenen Bühnenproduktion Julius Caesar unter Regie von Welles, die spätere Aufführungen dieses Stückes maßgeblich beeinflusste. Im Jahre 1940 machte Reid sein Filmdebüt in The Ramparts We Watch. Es folgten weitere Filmrollen, beispielsweise 1944 in Cecil B. DeMilles Filmdrama Dr. Wassells Flucht aus Java an der Seite von Gary Cooper.
Seinen bekanntesten Filmauftritt hatte er wahrscheinlich in Howard Hawks’ Komödienklassiker Blondinen bevorzugt (1953), in welchem er als Privatdetektiv Ernie Malone Jane Russell und Marilyn Monroe nachspürt. Daneben spielte er Fred MacMurrays übellaunigen Rivalen in den Disney-Komödien Der fliegende Pauker (1961) und Der Pauker kann’s nicht lassen (1962). Er trat auch als Nebendarsteller in zwei Filmkomödien mit Doris Day und James Garner in den Hauptrollen auf. Üblicherweise waren Komödien seine filmische Heimat, doch in Stanley Kramers Gerichtsdrama Wer den Wind sät (1960) hatte er auch eine ernstere Rolle als Ankläger gegen einen Lehrer, der die Evolutionstheorie im Amerika der 1920er-Jahre lehrt. Im Fernsehen trat Reid als „scharfzüngiger Politiksatiriker“ in verschiedenen Fernsehshows auf. Er imitierte dort unter anderem Lyndon B. Johnson und John F. Kennedy. Bei Kennedys Geburtstagsfeier 1962 führte Reid seine Kennedy-Parodie vor dessen Augen auf, was der Präsident angeblich sehr witzig gefunden haben soll.
Nach 1970 waren Film- und Fernsehangebote für Reid in der Regel spärlicher Natur, meistens übernahm er nur kleinere Rollen. Anfang der 1980er-Jahre betätigte er sich bei Episoden der Fernsehserien Lou Grant und Love Boat auch als Drehbuchautor. Für seine Autorenarbeit an der Comedyserie After MASH wurde er 1985 für einen Preis der Writers Guild of America nominiert. Seine letzte Rolle übernahm er 1995 in der Serie Maybe This Time. In den Jahren vor seinem Tod war Reid als betagter Zeitzeuge auch ein beliebter Interviewpartner für Dokumentationen.
Elliott Reid starb im Juni 2013 im Alter von 93 Jahren an Herzversagen.

## Filmografie (Auswahl)
Als Schauspieler (Auswahl)
- 1940: The Ramparts We Watch
- 1943: Young Ideas
- 1944: Dr. Wassells Flucht aus Java (The Story of Dr. Wassell)
- 1947: Ein Doppelleben (A Double Life)
- 1950: Sierra
- 1953: Blondinen bevorzugt (Gentlemen Prefer Blondes)
- 1953: Vicki
- 1954: Die Welt gehört der Frau (Woman’s World)
- 1955: I Love Lucy (Fernsehserie, 1 Folge)
- 1955–1963: Alfred Hitchcock präsentiert (Fernsehserie, 3 Folgen)
- 1958–1961: Tonight Starring Jack Paar (Fernsehserie, 9 Folgen)
- 1960: Wer den Wind sät (Inherit the Wind)
- 1961: Der fliegende Pauker (The Absent-Minded Professor)
- 1962: Der Pauker kann’s nicht lassen (Son of Flubber)
- 1963: Was diese Frau so alles treibt (The Thrill of It All)
- 1963: Eine zuviel im Bett (Move Over, Darling)
- 1963: Wer hat in meinem Bett geschlafen? (Who’s Been Sleeping in My Bed?)
- 1963: Getrennte Betten (The Wheeler Dealers)
- 1964: Preston & Preston (The Defenders, Fernsehserie, 1 Folge)
- 1965: The Munsters (Fernsehserie, 1 Folge)
- 1966: Vierzig Draufgänger (Follow me, Boys!)
- 1966: Verrückter wilder Westen (Fernsehserie, 1 Folge)
- 1968: Käpt’n Blackbeards Spuk-Kaschemme (Blackbeard’s Ghost)
- 1969: Ein Trottel kommt selten allein (Some Kind of Nut)
- 1972: Männerwirtschaft (The Odd Couple, Fernsehserie, 1 Folge)
- 1975: Barney Miller (Fernsehserie, 1 Folge)
- 1978: Der Himmel soll warten (Heaven Can Wait)
- 1979: Miss Winslow and Son (Fernsehserie, 6 Folgen)
- 1988: Mord ist ihr Hobby (Murder, She Wrote, Fernsehserie, 1 Folge)
- 1988: Einstein Junior (Young Einstein)
- 1992: Seinfeld (Fernsehserie, 1 Folge)
- 1995: Maybe This Time (Fernsehserie, 1 Folge)

Als Drehbuchautor
- 1981: Lou Grant (Fernsehserie, 1 Folge)
- 1981: Love Boat (Fernsehserie, 1 Folge)
- 1982: Love, Sidney (Fernsehserie, 1 Folge)
- 1983–1984: After MASH (Fernsehserie, 3 Folgen)